# Köröm
Köröm ist eine ungarische Gemeinde im Kreis Miskolc im Komitat Borsod-Abaúj-Zemplén.

## Geografische Lage
Köröm liegt in Nordungarn, 16 Kilometer südöstlich des Komitatssitzes Miskolc, am linken Ufer des Flusses Sajó. Nachbargemeinden sind Muhi, Sajóhídvég und Girincs. Die nächste Stadt Nyékládháza befindet sich ungefähr sechs Kilometer westlich von Köröm.

## Geschichte
Im Jahr 1907 gab es in der damaligen Kleingemeinde 163 Häuser und 736 Einwohner auf einer Fläche von 1431  Katastraljochen. Sie gehörte zu dieser Zeit zum Bezirk Szerencs im Komitat Zemplén.

## Sehenswürdigkeiten
- Gellért-und-László-Mosaikbild (Gellért és László-mozaikkép) von Györgyi Csókos Varga
- Rákóczi-Denkmal (Rákóczi-emlékmű) von György Benedek
- Römisch-katholische Kirche Kisboldogasszony, erbaut 1729 (Barock)

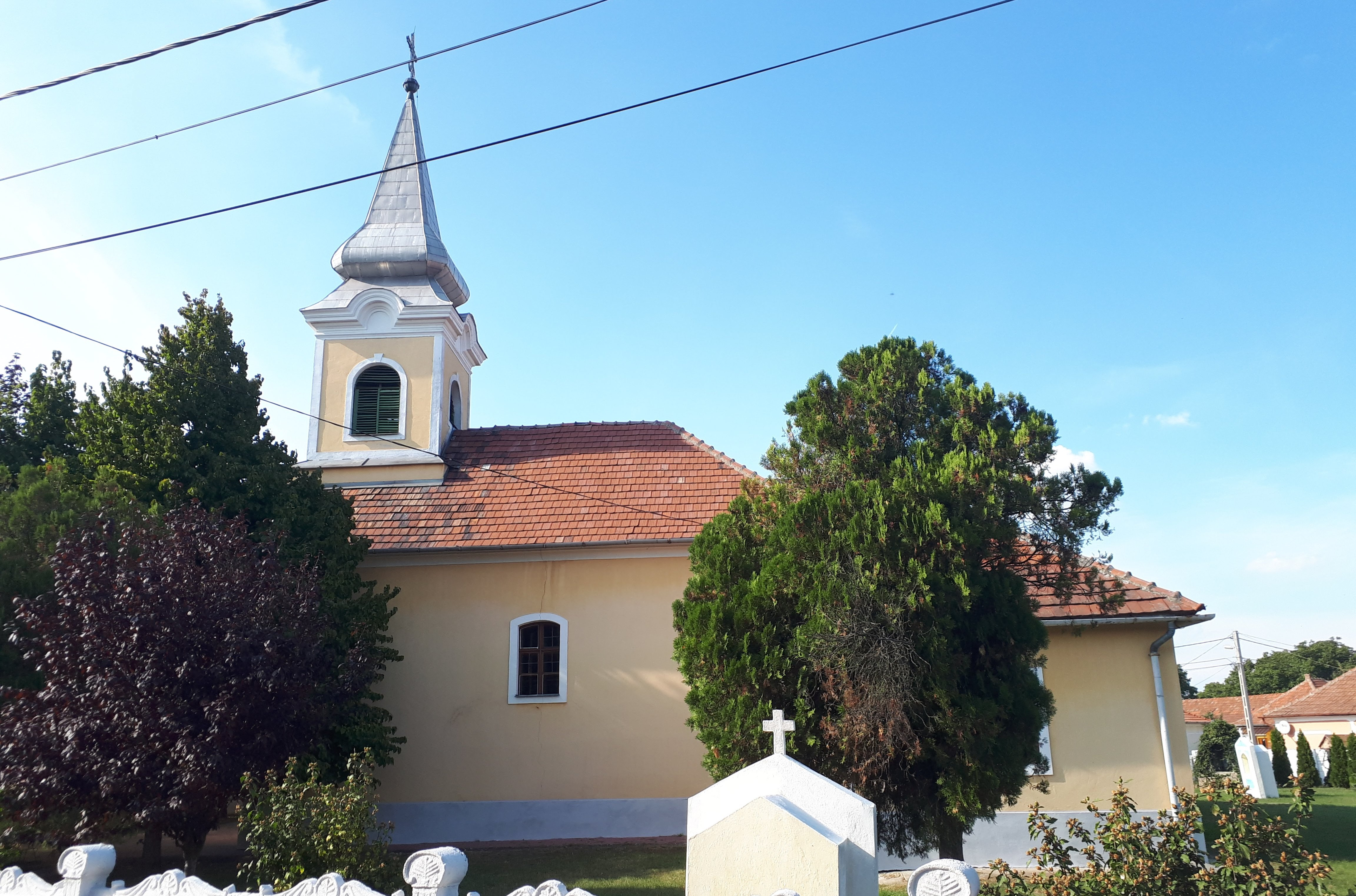
Römisch-katholische Kirche Kisboldogasszony

- Kreuzweg im Kirchgarten

## Verkehr
In Köröm treffen die Landstraßen Nr. 3601, Nr. 3607 und Nr. 3611 aufeinander. Es bestehen Busverbindungen nach Miskolc und Tiszaújváros. Der nächstgelegene Bahnhof befindet sich südlich in Nagycsécs. Westlich des Ortes besteht eine Fährverbindung über den Fluss Sajó nach Muhi.